# Leo Merz
Leo Merz (Thun, 13 juli 1869 - Bern, 21 september 1952) was een Zwitsers politicus.
Merz bezocht het gymnasium in Bern en studeerde daarna rechten in Bern en Berlijn (1889-1893). In 1893 promoveerde hij tot doctor in de rechten. Van 1893 tot 1903 praktiseerde hij als advocaat in Thun. Van 1903 tot 1910 was hij opperrechter (Oberrichter). In 1910 nam hij een advocatenkantoor in Bern. Van 1913 tot 1915 was hij president van het Handelsgerecht van Bern.
Merz was lid van de FDP.Die Liberalen (FDP) en van 1915 tot 1934 lid van de Regeringsraad van het kanton Bern. Hij beheerde het departement van Justitie en Onderwijs. Als directeur Onderwijs richtte hij de Stichting ter Bevordering van het Wetenschappelijk Onderwijs aan de Universiteit van Bern. Van 1 juni 1917 tot 31 mei 1918 en van 1 juni 1925 tot 31 mei 1926 was hij voorzitter van de Regeringsraad (dat wil zeggen regeringsleider) van Bern.
Merz was van 1914 tot 1919 lid van het Centrale Bestuur van de FDP. Van 1918 tot 1919 was hij lid van de Kantonsraad - (eerste kamer, Bondsvergadering).
In 1934 stapte Merz uit de politiek en hervatte zijn werkzaamheden als advocaat.